# 聖華金 (玻利維亞)

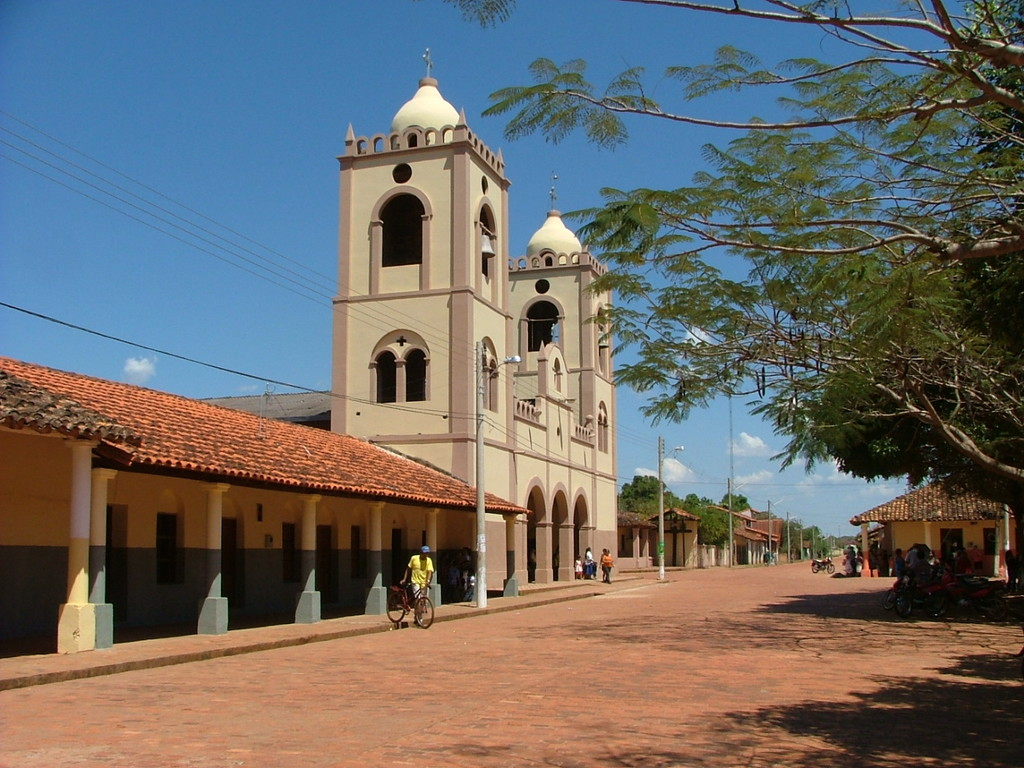
教堂

圣华金（西班牙語：San Joaquín），是玻利維亞東北部貝尼省马莫雷县的市鎮及县府。始建於1709年8月21日，海拔高度139米，氣候溫暖潮濕，平均溫度26攝氏度。2012年人口数量为7,917人。